# Штраус, Адольф
Адольф Штраус (нем. Adolf Strauß; 6 сентября 1879, Ошерслебен — 20 марта 1973, Любек, ФРГ) — германский военачальник, генерал-полковник, кавалер Рыцарского креста.
15 марта 1898 года Адольф Штраус вступил в ряды в Германской имперской армии.
После окончания первой мировой войны Штраус служил в рейхсвере. 1 декабря 1934 года получил звание генерал-майора.
В качестве командующего второго армейского корпуса принимал участие в немецком вторжении в Польшу. По итогам кампании награждён Рыцарским крестом.
30 мая 1940 года был назначен командующим 9-й армией во Франции.
Командовал 9-й армией в ходе операции «Барбаросса», в составе группы армий «Центр». По состоянию здоровья был отставлен от должности 16 января 1942 года.
После выздоровления назначен командиром укреплённого района на востоке.
После войны пробыл в плену, освобождён в мае 1949 года.

## Награды
- Железный крест 2-го класса (22 сентября 1914) (Королевство Пруссия)
- Железный крест 1-го класса (октябрь 1915) (Королевство Пруссия)
- Королевский орден Дома Гогенцоллернов рыцарский крест с мечами (июль 1918) (Королевство Пруссия)
- Ганзейский крест Бремена
- Ганзейский крест Любека
- Крест «За военные заслуги» 3-го класса (Австро-Венгрия)
- Почётный крест ветерана войны с мечами
- Медаль «За выслугу лет в вермахте» с 4-го по 1-й класс
- Пряжки к железным крестам 2-го и 1-го класса
- Знак за ранение в чёрном
- Рыцарский крест Железного креста (27 октября 1939)
- Упоминался в Вермахтберихт (6 августа 1941, 7 августа 1941, 18 октября 1941, 19 октября 1941)